# 組換えタンパク質
組換えタンパク質（くみかえタンパクしつ、英: recombinant protein）とは、遺伝子工学的手法によりベクター上にクローン化されたDNA（組換えDNA、英: recombinant DNA）から転写、翻訳されたタンパク質である。
組換えタンパク質は主に目的タンパク質の機能解析や大量生産のために作られる。
なお、生物学では「組み換え」ではなく「組換え」と表記するのが通例となっている。

## 発現用ベクター
プラスミドは大腸菌や酵母の発現ベクターとして一般的であるうえ、昆虫細胞や哺乳類細胞でもリポフェクションなどで一過性の発現に用いる場合がある。昆虫細胞ではバキュロウイルス、哺乳類細胞ではレンチウイルス、アデノウイルスやアデノ随伴ウイルスなどのウイルスベクターが用いられる。
一般的な大腸菌用発現ベクターは目的タンパク質発現用の遺伝子カセット（プロモーター、目的タンパク質をコードする遺伝子配列、ターミネーター）、ベクターが宿主内で自律的に増殖維持されるための複製起点、ベクターの導入された宿主細胞を選抜するためのマーカー遺伝子カセットを含む。
ベクター上にクローン化された遺伝子配列はPCRや制限酵素などを使った遺伝子工学的手法により容易に編集可能であるため、例えば酵素の活性部位に変異を導入して機能解析を行うことが可能である。また、タンパク質の端にHis-tagなどの精製用のアフィニティタグ、MBPなどの可溶化タグ、分泌シグナルなどのシグナル配列を付加することで比較的容易に精製することが可能となる。
さらに、精製用タグと目的タンパク質の間にプロテアーゼ認識配列を導入しておくことで、精製後にタグを切り離し、よりインタクトに近い組換えタンパク質を得ることができる。

## 宿主の選び方
組換えタンパク質を生産させる宿主には大腸菌、酵母、昆虫細胞、哺乳類細胞を用いることが多く、実験室レベルでは操作の容易さから大腸菌が第一選択肢となる場合が多い。
真核生物由来の遺伝子を大腸菌などの原核生物で大量に発現させたい場合には、大腸菌で使用頻度の低いコドン（レアコドン）によるボトルネックを解消しなければならない場合がある。その場合、レアコドンに対応するtRNAを大腸菌に補充するか、ベクター側の遺伝子配列のレアコドン部分を別のレアでないコドンに同義置換する（例えばアルギニンをコードするレアコドンAGAをCGCに変える）ことで対応する。コドン使用頻度は生物種によって異なり、公益財団法人かずさDNA研究所にてデータベースが公開されている。
また、真核生物由来の遺伝子の場合、翻訳後修飾の有無により、組換えタンパク質が本来の酵素活性を持たない場合がある。そういった場合には、大腸菌よりも酵母や昆虫細胞、哺乳類細胞などの真核細胞で発現させることで、より生体に近い活性を持った組換えタンパク質が得られる場合がある。なお、同じ真核細胞でも例えば昆虫細胞と哺乳類細胞では糖鎖修飾で働く酵素の活性や経路に違いがあるためアスパラギン側鎖の糖鎖修飾に違いが出る場合があり、宿主の選択は慎重に行う必要がある。
さらに、外来タンパク質生産量は一般的に原核細胞>>真核細胞となるため、目的に応じた宿主細胞の選択が重要である。
生きた細胞を直接利用しない無細胞タンパク質合成系という方法もある。